# Bílý Halštrov
Bílý Halštrov (německy Weiße Elster) je řeka v Česku (okres Cheb) a Německu (Durynsko, Sasko, Sasko-Anhaltsko). Je 257 km dlouhá (z toho 11,1 km na území Česka), povodí má plochu 5154 km². Pramení v Ašském výběžku, protéká pomezím Saska a Durynska, nad Halle se vlévá do Sály.

## Název
Název Elster (počeštěně Halštrov) je původem složenina indoevropského základu el- „proudit“ a germánské koncovky -str. Shoda s německým apelativem Elster „straka“ je pouze náhodná. Stejný původ má např. název toku Alster v Holštýnsku.
Přídomek „Bílý“ je dán na odlišení od východněji položené řeky Černého Halštrova, která protéká Horní Lužicí a vlévá se do Labe nad Wittenbergem. V této oblasti se jako „Bílý Halštrov“ v minulosti někdy označoval její přítok Klášterní voda (Klosterwasser). Toto použití již není doloženo ani lokálně nebo v nářečí.

## Průběh toku
Řeka pramení v západním předhůří Krušných hor 1 km severně od vesnice Výhledy (obec Hazlov) v Ašském výběžku. Odtud teče zhruba na sever, nejprve jako malý potok územím města Aš, kde pod vsí Doubrava opouští české území.
Dále protéká kopcovitou saskou oblastí Fojtsko a východním výběžkem Durynska, v hlubokém, místy meandrujícím údolí. Pod městem Zeitz se krajina otevírá do Středoevropské nížiny. V Lipsku řeka mění směr k západu a zanedlouho ústí zprava do řeky Sály (povodí Labe).
Je to hlavní tok protékající Lipskem. Dále na něm leží města Bad Elster, Adorf, Oelsnitz, Plavno, Elsterberg, Greiz, Berga, Gera, Zeitz, a při ústí Halle.

### Pramen

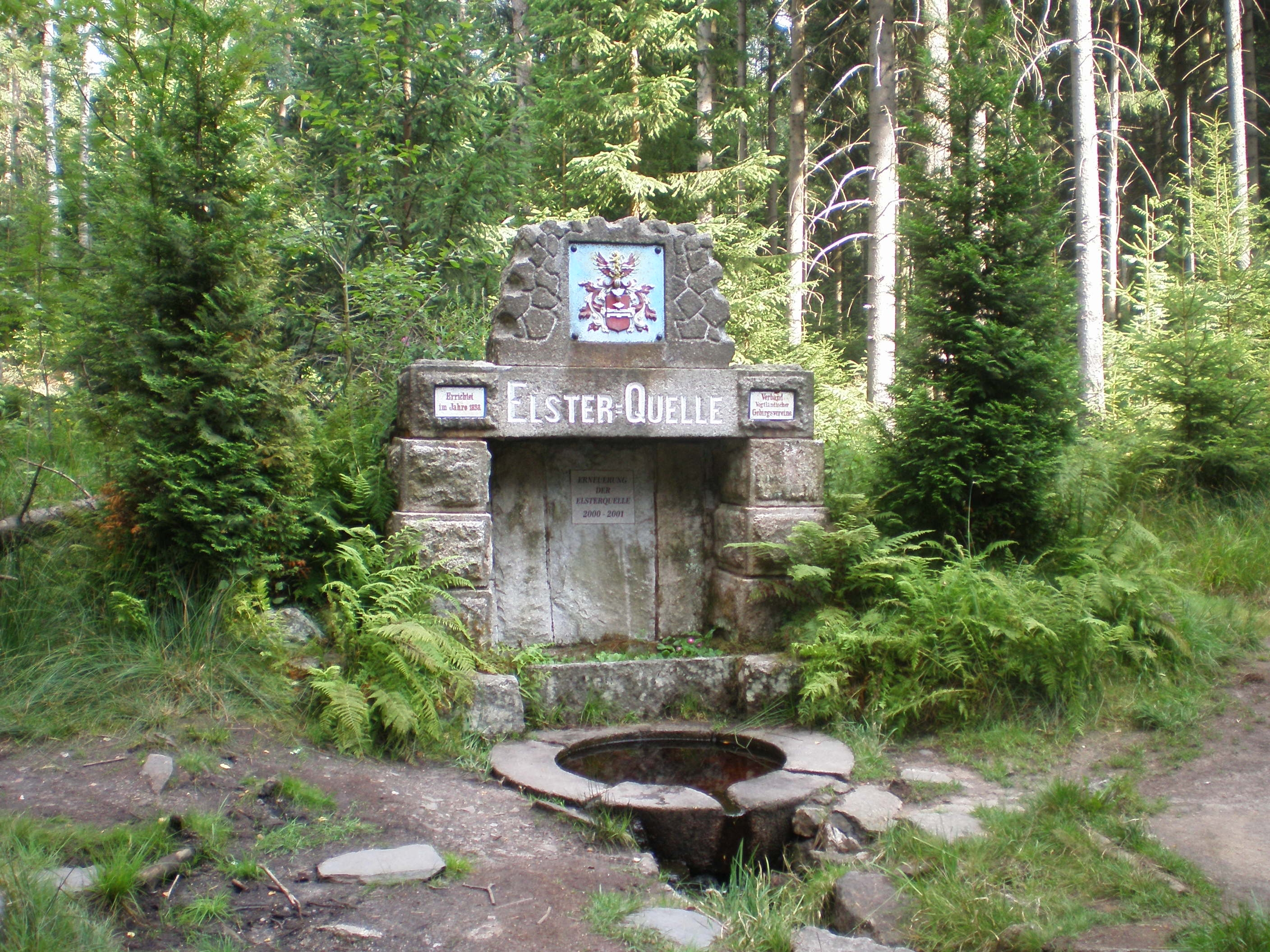
Památník pramene Halštrova.

Památník u pramene Halštrova (německy: Elster Quelle) je kamenný monument postavený v roce 1898 obyvateli Výhled. Nachází se na něm znak pánů z Helmfeldu, kteří věnovali pozemek, na němž je památník postavený. Vede k němu dřevěná lávka, která vybočuje ze žlutě značené turistické stezky. K památníku se dá dostat také cyklotrasou 2062 z Horních Pasek a z německé vesnice Bärendorf.

### Přítoky
- zprava – Göltzsch, Pleiße, Parthe
- zleva – Weida

## Vodní režim
Zdrojem vody jsou sněhové a dešťové srážky. Vyšších vodních stavů dosahuje na jaře a v létě. Průměrný průtok v ústí je 26 m³/s.

## Využití
V povodí horního toku bylo vybudováno několik přehradních nádrží. Na českém území je největším rybník Bílý Halštrov.